# Cavazzola
Cavazzola, egentligen Paolo Moranda, född 1486 i Verona, död där 1522, var en italiensk konstnär.
Cavazzola var lärjunge till Francesco Morone. Han var uteslutande verksam i sin födelsestad Verona, där han utförde en mängd kyrkliga målningar, tydligt influerade av Rafaels måleri.